# Simon Züger
Simon Züger (* 4. Juni 1981 in Uznach) ist ein Schweizer Eishockeytorhüter, der seit 2010 für den HC Ceresio in der 1. Liga unter Vertrag steht.

## Karriere
Der gelernte Vermessungszeichner verbrachte seine Jugendzeit bei den Rapperswil-Jona Lakers. Von 1997 bis 1999 stand der Torhüter im Kader von deren Profimannschaft aus der Nationalliga A. Daraufhin wechselte er zu den ZSC Lions, verbrachte die ersten beiden Spielzeiten dort jedoch ausschliesslich im Partnerteam bei den GCK Lions aus der Nationalliga B. In der Saison 2000/01 sass er zwar bei zwölf Spielen der ZSC Lions auf der Bank, kam jedoch zu keinem Einsatz. Aus diesem Grunde kehrte er zu den Rapperswil-Jona Lakers zurück. Bei diesen wurde er ebenfalls nur sporadisch eingesetzt, so dass er im Tessin beim HC Ambrì-Piotta unterschrieb. Nach vier Spielzeiten bei Ambri, in denen er regelmässig zwischen den Pfosten stand, wechselte er zum HC Lugano. Als die Vereinsführung David Aebischer verpflichtete, war Züger überzählig und wurde an den EHC Basel ausgeliehen. Zum Ende der Saison 2008/09 stieg der EHC in die Nationalliga B ab und der Torhüter verliess den Klub, um anschliessend von seinem Ex-Club Rapperswil-Jona Lakers verpflichtet zu werden.
Seit der Saison 2010/11 spielt Züger für den HC Ceresio in der 1. Liga.

### International
Für die Schweizer Juniorennationalmannschaft nahm Züger an der U20-Junioren-Weltmeisterschaft 2000 teil, bei der er mit seiner Mannschaft den sechsten Platz belegte.